# The Sandman
A The Sandman (szó szerinti fordításban „A Homokember”) egy Neil Gaiman által írt képregény. Az eredeti sorozat 1988 és 1996 között jelent meg az Egyesült Államokban a DC Comics és Vertigo Comics kiadásában. A sorozat a Vertigo egyik „zászlóshajójának” számított, és az egyetlen képregény, ami elnyerte a World Fantasy díjat. A sorozat főszereplője Sandman, az álom ember alakú megszemélyesítése. A Sandman nyugati kultúrák folklórjának egyik figurája; magyar fordításokban általában mint az „álommanó” jelenik meg.
Magyarországon 2009-ben jelent meg az első könyv a Cartaphilus Kiadó gondozásában Sandman, az Álmok Fejedelme – Prelűdök és noktürnök címmel. 2012-ben Neil Gaiman bejelentette, hogy 2013-ban, Sandman 25. évfordulójának évében megjelenik egy újabb Sandman-kötet, melyben azt írja meg, mi történt a főszereplővel a Sandman 1. része előtt.

## A sorozat és főszereplőjének képregénytörténeti háttere
A DC Comics képregényeiben szereplő Sandman nevű szereplők mindegyike a nyugat-európai folklór azonos nevű természetfeletti lényéhez, illetve az általa képviselt témakörhöz, az alváshoz és az álomhoz kötődik. Az álom mint képregény téma már 1904-ben megjelenik Winsor McCay által a „Dream of the Rarebit Fiend”-ben, majd 1905-ben a „Little Nemo in Slumberland (Kis Nemo Szundiországban)”-ben. Az első Sandman nevű képregényszereplő 1939-ben tűnt fel a National Publication, a későbbi DC Comics füzeteiben. A Gardner Fox író és Bert Christman rajzoló által megteremtett igazságtevő, Wesley Dodds altatógázt kibocsátó fegyverével, valamint valódi személyazonosságát egy gázálarc mögé rejtve vette fel a harcot a bűnözőkkel. Az amerikai képregény aranykorának Sandmanje rendszeres szereplője volt a National kiadványainak, elsősorban az Adventure Comics című antológiának. A szereplő 1945-ben teljesen eltűnt a képregények oldalairól, és csak az 1960-as években tért ismét vissza különböző történetek kevésbé jelentős mellékszereplőjeként. A kiadó következő Sandman nevű szereplőjét Joe Simon és Jack Kirby alkotta meg 1974-ben, akik az 1940-es években már az eredeti figura kalandjain is dolgoztak. A második Sandman elődjének rejtélyes megjelenésével és történeteivel szemben már jóval közelebb állt a kor népszerű szuperhőseihez. A szereplő színpompás, vörös és sárga öltözékben, a gyermekek álmaiban harcolt a szörnyek ellen. A második Sandman sorozata a hatodik számmal, bő egy évvel az első megjelenése után szűnt meg. 1988-ban egy néhány évvel korábban megalkotott szereplő, Hector Hall vette fel a második Sandman személyazonosságát, Roy Thomas író Infinity Inc. című képregénysorozatában.

## Történet
A Sandman a magánmitológia teremtésének egyik iskolapéldája. Nemcsak a képregényiparon belül, de az általános irodalmi világban is számos elismerést gyűjtött be. Bebizonyította azt az elképzelést, hogy a képregények a hosszútávú sorozatokban is irodalmi, művészeti szintre emelkedhetnek.
A sorozat Álom fogságával kezdődik, és bonyolult mesesorozattá fejlődik, miközben magába foglalja és esetenként továbbfejleszti a klasszikus és kortárs mitológia elemeit, a tragikus hős szerepébe helyezve a főszereplő Álomistent. A karakter kezdetben gőgös és gyakran kegyetlen, de fokozatosan lágyul az idő múltával, mígnem elfogadja a rá is váró véget.
A történet alkalmi látogatásokat tesz más tartományokban, mint a pokol, Ázgard és más Végtelenek birodalmai. Sokszor használja háttérként az Amerikai Egyesült Államokat és az Egyesült Királyságot. Rendszeresen bukkannak fel ismert vagy elfeledett DC Comics-képregényszereplők, hogy bemutassák egy teljesen más oldalukat, mint amit addig ismerhettek rajongóik. A cselekmény döntő többsége a modern időkben (feltehetően az 1980-as évek végén és a korai 1990-es években) játszódik, de sok eseményt helyeznek a múltba, kihasználva számos karakterük halhatatlan természetét; megemlítenek történelmi személyeket és eseményeket.

## Popkultúra
A képregényekre gyakorolt hatásán felül a The Sandman jelentősen befolyásolta a popkultúrát. A sorozatot sokan említették dalokban (Tori Amos, Alice Cooper).
Dave Sim parodizálta a karaktereket.
Richard Garfield matematikaprofesszor és játékdesigner, a Magic: The Gathering gyűjtögetős kártyajáték alkotója a The Sandman: Fables and Reflections (1993) egyik, Ramadan című Bagdadban játszódó története inspirálására tervezte a Magic első kiegészítő részét, az Arabian Nights, Magic: The Gathering készletet.

## Szereplők
A Végtelenek (eredetileg The Endless) családja, a főszereplő Álom rokonai. Heten vannak és az eredeti angol nyelven mindnyájuk neve D betűvel kezdődik. Magyar nyelvre talán K betűvel lehetne átültetni megfelelően.
- Végzet (Sors, Karma) – a legidősebb. Rajzoló és író egy köntösbe bújt alaknak ábrázolják, akinek vonásait mindig eltakarja a mélyen arcába húzott csuklyája. Csuklójához láncolva hordja könyvét, amiben minden le van írva, de még maga a Sors sem lapozhat előre.
- Halál (Kaszás) – a második legidősebb. Állítólag mindenki kétszer találkozik vele életében: ott áll a születésnél és értelemszerűen a halálnál. A hagyománnyal ellentétben Gaiman nem kaszát és homokórát hordó csontvázként festette le, hanem egy fiatal, serdülőkorban járó gót lányként. Fehér bőrrel, sötét hajjal, a szubkultúrára jellemző ruházkodással (szegecsek, övek, ezüst ékszerek, Ankh a nyakban) írta be magát a kultuszfigurák közé, és egy eltéveszthetetlen sminkkel: a jobb szeme köré festett egyiptomi szimbólummal. A szokatlan ábrázolás nagy sikert aratott: a szerző legnagyobb meglepetésére levelek tömegeit kapta, amikben arról írtak, hogy ez a megkapó és végső soron rokonszenves halálfigura segített feldolgozni szeretteik elvesztését.[6]
- Álom (Káprázat) Halál öccse, a harmadik a családban. Őt ismerik úgy is, mint Sandman, (szó szerint Homokember), Morpheus, The Shaper (Az Alakító), Oneirosz, Lord Shaper, Kai'ckul, Lord L'Zoril, a Történetek hercege stb. Birodalma az Álomvilág (The Dreaming – szó szerint fordítva Az Álmodás); hatalmának jelképei különleges sisakja, a mellén viselt óriási rubint és az elmaradhatatlan zsákocska varázserejű homok.
- Pusztítás (Rombolás, Kárhozat) Álom után született. Ő az egyetlen, aki úgy döntött: lemond saját birodalmáról; ezért a rombolást több mint 300 éve nem irányítja senki..
- Vágy (Kéj) bizonytalan nemű, feltűnően szép, csábító figura. Mindannak a megtestesítője, amire az emberek valaha vágytak. Saját birodalma teljesen üres, eltekintve egy hatalmas, magát a Vágyat formázó szobortól: ez az ő kastélya, belsejében egy végtelen labirintussal, ami érrendszer gyanánt hálózza be. Vágy terme és lakhelye a figura szívében van. Az összes testvér közül a legkegyetlenebb. Két árnyékot vet: egy feketét és egy színtelent.
- Kétségbeesés (Elkeseredés) Vágy ikertestvére, bár külsőre egy cseppet sem hasonlítanak; gyakran szövetkeznek, hogy megkeserítsék az idősebb Végtelenek mindennapjait, ezzel némi szórakozást csempészve a sajátjukba.(Lásd Nada és Álom szerelmi kapcsolatát.) Kétségbeesés birodalmában rengeteg tükör van, amelyek ablakokként szolgálnak neki a mi világunkba. A legenda szerint: „Előfordulhat, hogy ha tükörbe nézel, Elkeseredés néz vissza rád.”[7]
- Delirium (Delírium, Kedély) (korábban Delight (Öröm, Kedv) Delíriumot az ősidőkben, mikor a neve még Öröm volt, táncoló emberek küldöttsége látogatta meg egy távoli világból, akik virágokat, drágaköveket és élő madarakat hoztak magukkal. Feltételes módban tesznek említést arról, hogy a legfiatalabb Végtelen talán megházasodott, és ez okozta a változását.[8]
- Álom (Daniel Hall), Hippolyta 'Lyta' Hall és Hector Hall fia. Daniel két évre rá született, hogy Hectort két szökött álom a saját céljaira használva (a terhes Lytával együtt) megtévesztéssel az Álomvilágba kényszerítették. Hector valójában már halott volt, de Lytának, míg kedvese szelleme vele lehetett, nem kellett szembenéznie a valósággal, az idő megállt számukra, és közös gyermekük sem jött a világra. Mikor Álom megérkezett, felszabadította őket. Immár Hector végleg a holtakhoz tartozott, és az éber világba visszatért Lyta Morpheust hibáztatta a haláláért. Álom bár őt nem bántotta, de kijelentette, hogy a későbbiek során igényt tart a gyermekére, aki túl sok időt töltött születetlenül a birodalmában. Később valóban Daniel lesz az új Álom a történetbeli 1993-ban, egy kegyelmesebb és megbocsátóbb uralkodó, mint Morpheus, és elődjétől eltérően nem fekete, hanem fehér köntöst visel.

### Mellékszereplők
- Cain és Abel, magyarul Káin és Ábel. Az első emberpár fiúgyermekei. Itt a DC Comics kitalált szereplőiként a történetük eltér a Bibliától. Bár Cain ugyanúgy megöli öccsét, de mikor Halál megjelenik érte, Álom arra kéri nővérét, hogy térjenek meg inkább az ő birodalmába szolgálni. Így lesznek visszatérő figurák a képregénysorozatban; az ő házukba érkezik meg Álom megtépázva és kimerülten az Imperfect Hosts című részben. Cain nyugtalanító és lobbanékony figura, Abel pont az ellentéte: titkos álma, hogy egyszer békében élhessenek egymás mellett testvéri szeretetben, de a végzetük az, hogy Cain újra és újra megölje őt.
- Corinthian egy szörnyeteg, aki megszökik a rémálmok közül, és Álom hosszú idő után bukkan csak a nyomára, mikor már jóvátehetetlenül sok kárt és halált okozott. Corinthian rátámad Álomra, de a saját teremtőjével szemben nincs esélye.
- Eve, vagyis a bibliai Éva. A DC Comics kitalált szereplőjeként a Sandman történetekben ő a harmadik nő, akit Isten megalkotott. Cain, Abel, Jumella, Aclima és Seth anyja. Abel halála után egy holló tanítja meg, hogyan kell eltemetni a holtat.
- Fiddler's Green szintén egy álom. A név tulajdonképpen egy titokzatos helyet jelöl, minden utazó végső álmát, de a történetben antropomorfizálódik, és emberalakban kereket old az Álomvilágból, mint sokan mások az álmok közül. Gilbert néven bujkál az emberek között, és segíti Rose Walkert a lány elveszett testvére utáni kutatásban. Gilbert mindig zöld és ódivatú, de elegáns ruhákat visel; külsejét sokan hasonlítják megjelenésében G. K. Chesterton-hoz.
- Goldie Abel háziszörnye, egy gargoyle, amit Cain-tól kapott.
- Lucien kitalált szereplő, aki Álom szolgája az Álomvilágban. Ő írja össze a Morpheus távolléte alatt megszökött álmok és rémálmok listáját.
- Matthew, azaz Mátyás egy holló, aki valaha ember volt. Matthew Cable néven egy DC Comics-szereplő volt, aki Álom birodalmában halt meg, és lehetőséget kapott, hogy holló alakjában szolgálja Morpheust. Matthew nem az első holló ebben a tisztségben, elődei Aristeas, a görög költő és Lucien, aki első volt a hollók között (lásd feljebb).

## Kiadványok
A Sandman havonta jelent meg 32 oldalas képregény formájában. Sikerét követően a DC Comics újranyomta őket keményfedeles és puhafedeles formában is.
A DC először a The Dolls House cselekményét publikálta gyűjteményben; ezt hívták egyszerűen „The Sandman”-nek. Majd kicsivel később a további történetek is követték dobozolt készletben. A kiadásokban esetenként átfedés tapasztalható.

### A Sandman-könyvtár
- Preludes and Nocturnes (The Sandman #1-8, 1988-1989)

Egy angol szekta meg akarja idézni a Halált, hogy örök életet nyerjenek, de valami félresikerül a szertartás során, és Álom jelenik meg. Bár nem tudják, ki az, de csapdába ejtik, és Morfeusz 70 emberi évig raboskodik, míg szökni tud, ám birodalmában közben elszabadult a pokol. A történet zárásaként a "Sound of Her Wings” című epizódban megjelenik testvére, a Halál is.
- The Doll’s House (The Sandman #9-16, 1989-1990)

Rose Walker elindul felkutatni eltűnt testvérét. Útján találkozik két szökött álommal, számos sorozatgyilkossal, majd személyesen magával Morfeusszal is, és kiderül, miért is vonzza a lány örvényként e különös jelenségeket.
- Dream Country (The Sandman #17-20, 1990)

Négy különálló történet.
Calliope: A görög múzsa egy modern, ihlettelen író fogságába esik.
Dream of a Thousand Cats: a macskák igaz története.
Façade: a szuperhős, aki nem tudott meghalni. Urania Blackwell, más néven az Element Girl története.
Midsummer Night’s Dream: Shakespeare Szentivánéji álom című művének szöveghű adaptációja, mely World Fantasy díjat nyert.
- Season of Mists (The Sandman #21-28, 1990-1991)

Lucifer úgy dönt, hogy elhagyja birodalmát és lemond a trónjáról.
- A Game of You (The Sandman #32-37, 1991-1992)

Barbie rózsaszín álomvilága más aspektusból.
- Fables and Reflections (The Sandman #29-31, 38-40, 50, Sandman Special #1 és Vertigo Preview #1, 1991, 1992, 1993): Kilenc történetből álló gyűjtemény.
- Brief Lives (The Sandman #41-49, 1992-1993)

Delírium és Morfeusz a Pusztítás után indulnak.
- Worlds’ End (The Sandman #51-56, 1993)

Egy világokon túli vendégfogadó.
- The Kindly Ones (The Sandman #57-69 és Vertigo Jam #1, 1994-1995) Szó szerint: a Jólelkűek. Ebben a részben többen is Morpheus ellen törnek, mint Hippolyta Hall, akinek gyermekét, Danielt, Álom a magáénak követelte; boszorkányok és Loki isten. Mikor Daniel valóban eltűnik, Lyta meggyőzi magát, hogy Morpheus a felelős, bár a valódi bűnös Loki és a minden lében kanál Puck (Robin Goodfellow, egy kereszténység előtti természeti szellem, kobold; Shakespeare is szerepelteti a Szentivánéji álom című darabjában). Hippolyta kezébe az álomisten elpusztításához az eszközt a boszorkányok adják: Morpheus a családja vérét vette, mikor megadta fiának Orpheusnak a halál áldását.

A Kindly Ones több másik történetet is folytat, így például Luciferét. A főszál Álommal és nővérével, Halállal ér véget, egy elhagyott csúcson, miközben a The Sound of her Wings egy sora visszhangzik. Halál Morpheus kezét kéri, és öccse egyszerűen eltűnik egy fényvillanásban. Ezután változik át Daniel az új Álommá, fehér ruhával és hajjal, smaragdot hordva rubin helyett.
- The Wake (The Sandman #70-75, 1995-1996) Az egész sorozat egyfajta utószavát tartalmazza. Hangulata visszafogott és töprengő. Az új Álom elkezdi kiépíteni a kapcsolatát az Álmodás világának (the Dreaming) lakóival.

Ezt követi három látszólag nem rokon történet.
Sunday Mourning – a halhatatlan ember, Robert Gadling főszereplésével, aki először a Men of Good Fortune, című részben szerepelt (ez a The Sandman 13. részére esett a The Doll's House gyűjteményben). Némileg levert és kiábrándult. Egy siralomházban találkozik Halállal, aki elmondja neki, hogy Morpheus meghalt, így a vele kötött megállapodása (a halhatatlanság) már nem érvényes.
Exiles – Kína uralkodója és a történelmi Fehér Lótusz-felkelés.
The Tempest – A Midsummer Night's Dream ellendarabja. Elgondolkodóbb és kevesebb játék jellemzi.

### A Sandman világa
Az általános tetszésnyilvánítások és kereskedelmi életképesség révén (ez volt annak idején a DC legkelendőbb sorozata) számos, a Homokember világához kapcsolódó történet is született.
Az eredeti sorozat rajongónak véleménye megoszlik ezen kötetek minőségével kapcsolatban.
- Death: The High Cost of Living (1993) Halál a földre látogat emberi testben, hogy megtapasztalja a halandóságot. A „kiruccanásáról” azonban mások is tudnak, és változatos indokokkal a nyomába szegődnek.
- Sandman Midnight Theatre (1995)
- Death: The Time of Your Life (1996) A Game of You című füzetben bemutatkozott leszbikus pár, a kisgyermekes anya Hazel és a rockénekesnő Foxglove életét írja tovább.
- The Sandman: Book of Dreams (1996)
- The Dreaming (1996 – 2001) Gaiman nélküli folytatás.
- The Sandman Presents (1999-2004)
- Sandman: The Dream Hunters (1999) Yoshitaka Amano a témához készült illusztrációit bemutató kiadvány. A képek által elbeszélt történet főszereplője egy szerzetes, aki szerelmi bánatában fordul az Álomvilág felé.
- The Sandman Companion
- The Little Endless Storybook (2001)
- Lucifer (2001–2006)
- Sandman: Endless Nights (2003)
- Death: At Death’s Door (2004)
- The Dead Boy Detectives (2005)

## Magyarul
- Sandman. Az álmok fejedelme; szöveg Neil Gaiman, rajz Sam Kieth, Mike Dringenberg, Malcolm Jones, ford. Totth Benedek; Cartaphilus, 2009-2011
  - Prelűdök, noktürnök; 2009
  - A babaház; 2010
  - Álomország; 2010
  - Párák évszaka; 2011

## Megjelenés újranyomtatva
A sorozat nagy sikere miatt többször is megjelent újranyomtatott gyűjtemények formájában.
- The Sandman Vol. 1: Preludes and Nocturnes (TPB) – 1993 – ISBN 1-56389-011-9
- The Sandman Vol. 2: The Doll’s House (TPB) – 1991 – ISBN 0-930289-59-5
- The Sandman Vol. 3: Dream Country (TPB) – 1991 – ISBN 1-56389-016-X
- The Sandman Vol. 4: Season of Mists (TPB) – 1994 – ISBN 1-56389-041-0
- The Sandman Vol. 5: A Game of You (TPB) – 1993 – ISBN 1-56389-089-5
- The Sandman Vol. 6: Fables and Reflections (TPB) – 1994 – ISBN 1-56389-105-0
- The Sandman Vol. 7: Brief Lives (TPB) – 1995 – ISBN 1-56389-138-7
- The Sandman Vol. 8: Worlds’ End (TPB) – 1995 – ISBN 1-56389-171-9
- The Sandman Vol. 9: The Kindly Ones (TPB) – 1996 – ISBN 1-56389-205-7
- The Sandman Vol. 10: The Wake (TPB) – 1997 – ISBN 1-56389-279-0
- The Sandman Vol. 1: Preludes and Nocturnes (HC) – 1998 – ISBN 1-56389-227-8
- The Absolute Sandman, Vol. 1 (HC) – 2006 – ISBN 1-4012-1082-1